# مونتينيغريون
المونتينيغريون (بالمونتنغرية:Црногорци) هم مجموعة عرقية سلافية جنوبية تشكل من دولة الجبل الأسود معقلاً وطنياً لهم وينتشرون في الدول المجاورة أيضًا للجبل الأسود مثل صربيا والبوسنة والهرسك وكرواتيا وألبانيا وكوسوفو ويبلغ عددهم في مونتينيغرو 278,865 نسمة والباقي ينتشرون في دول العالم الأخرى ويعتنق أغلبهم المسيحية الأرثوذكسية الشرقية مع أقلية كاثوليكية صغيرة، ويتكلمون باللغة المونتنغرية.

## الجينيات
وفقًا لتحليل ثلاثي واحد - الصبغي الجسمي والميتوكوندري والأبوي - للبيانات المتاحة من دراسات واسعة النطاق عن السلاف الجنوبيين وسكانهم القريبين، فإن بيانات الجينوم الكاملة لتعدد أشكال النوكليوتيدات الواحدة تضع المونتنيغريين مع الصرب بين مجموعتين بلقانيتين. ووفقًا لتحليل العلامات الجسدية لعام 2020، فإن المونتنيغريين يُوضعون بين الصرب والألبان الكوسوفيين.

## التاريخ
خلال الهجرات السلافية إلى البلقان في القرنين السادس والسابع، استوطن الصرب الذين هم أجداد المونتنيغريين المعاصرين معظم أراضي الجبل الأسود الحديثة وقاموا بإنشاء عدة إمارات في المنطقة؛ في الأجزاء الجنوبية من الجبل الأسود الحديث، تشكلت إمارة دوكليا، بينما كانت الأجزاء الغربية تابعة لإمارة ترافونيا. أما الأجزاء الشمالية من الجبل الأسود الحديثة فتنتمي إلى إمارة صربيا الداخلية. تم وصف كل تلك الأنظمة السياسية المبكرة في الأعمال التاريخية للإمبراطور البيزنطي قسطنطين السابع بورفيروجينيتوس (944-959).

## الدين
معظم المونتينيغريين هم من الأرثوذكس الشرقيين، ويلتزمون غالبيًا بالكنيسة الصربية الأرثوذكسية بينما تلتزم أقلية منهم بالكنيسة المونتينيغرية الأرثوذكسية، والتي لا تعترف بها الكنيسة الأرثوذكسية الشرقية قانونيًا. تنتمي الأولى في الغالب إلى مطرانية الجبل الأسود والساحل للكنيسة الصربية الأرثوذكسية بالإضافة إلى الأبرشيات (الأسقفيات) الصربية الأرثوذكسية الأربع الأخرى التي تنشط في أجزاء من الجبل الأسود والبلدان المجاورة؛ وهي أبرشية بوديمليا ونيكشيتش وأبرشية ميليشيفا وأبرشية زاخومليي والهرسك. ومع ذلك، لا يُعرف بالتحديد ما إذا كان مذهب الأغلبية السائد بين المونتينيغريين أرثوذكسيًا صربيًا أم كاثوليكيًا رومانيًا.